# Jean-Louis Marie Poiret
Jean-Louis Marie Poiret (Saint-Quentin, 11 de junho de 1755 — Paris, 7 de abril 1834) foi um botânico e explorador francês.

## Carreira
De 1785 a 1786 foi enviado por Luís XVI à Argélia para estudar a flora. Após a Revolução Francesa, ele se tornou professor de história natural na Écoles Centrale de Aisne.
O gênero Poiretia da família das leguminosas Fabaceae foi batizado em sua homenagem em 1807 por Étienne Pierre Ventenat.

## Publicações selecionadas
- Coquilles fluviatiles et terrestres observées dans le département de l'Aisne et aux environs de Paris. Prodrome. – pp. i–xi [1–11], 1–119. Paris. (Barrois, Soissons); (1801).
- Leçons de flore: Cours complet de botanique (1819–1820); (illus. by P. J. F. Turpin).
- Voyage en Barbarie, …, pendant les années 1785 et 1786 (1789).
- Histoire philosophique, littéraire, économique des plantes d'Europe; (1825–1829).
- with Jean-Baptiste de Lamarck Encyclopédie méthodique: Botanique; (1789–1817).
- with Jean-Baptiste de Lamarck Tableau encyclopédique et méthodique des trois règnes de la nature: Botanique; (1819–1823).